# Omega 28
utgjorde Omega 28an en egen klass i Gotland Runt // Baltic race. Omega 28an är den första i serien av omegabåtar och samtliga 28:or byggdes av Ingvar Aronsson i Åkersberga. I kronologisk ordning kom senare Omega 42, 34, 30, 36, 46 och 10. Grundidén för samtliga Omegabåtar var att bygga prisvärda kvalitetsbåtar i enkellaminat av glasfiberarmerad polyester uppstyvade av ett basinrede, rak motoraxel, balanserat roder samt måttligt djupgående. Av dessa har  28an, 36an, 46an och 10an blyköl, medan 34an och 30an har järnkölar.
Omega 28 utrustades med indragna vant och förhållandevis hög 3/4-partialrigg med svepta spridare och högt rätande moment. Båtarna såldes i huvudsak som halvfabrikat, några i 3/4-fabrikat men även några få varvsbyggda, under åren 1978–1983, med ca 40 båtar om året. Totalt tillverkades omkring 260 båtar under perioden 1976-86. Skrov, däck, köl, roder, röstjärn, huvudskott och basinrede var fabriksmonterat, resten kom i olika poster med en halvdan bygg- och monteringsbeskrivning. Familjebåtar hade dock suverän service och var behjälpliga när problem uppstod i byggprocessen eller om något var skadat och behövde bytas ut. Plastjobben utfördes som handupplagt enkellaminat av glasfiberförstärkt polyester i skrovet samt balsasandwich i däck och överbyggnad, medan träinredningarna tillverkades av olika snickerier bland annat Mariehällspanel för de senare båtarna. Kölarna göts dels av varvet men också av Söderströms skrot i Lugnet och i Danmark. 
Omega 28an var en av de första serietillverkade båtarna som utrustades med spis med ugn. De första båtarna hade Skarvenriggar medan de senare fick mer avancerade Isomatriggar och när leverantörsleden inte räckte till fick en del Seldénriggar. Som segelmakare anlitads ett kvalitetsloft Gransegel vilket var ovanligt vid den tiden då många andra leverantörer mest vände sig till betydligt billigare asiatiska tillverkare.
Svenska seglarförbundets svenskt respitsystem SRS 2025 är för Omega 28 0,872 med spinn- och gennaker, 0,848 utan; shorthanded 0,858 och 0,838. Båtnytts One of a Kind 1985 anges genomsnittsfarten på kryss till 5,31 knop och på slör till 7,03 knop.
För mer information och fakta om båten https://www.omega28.se